# E123

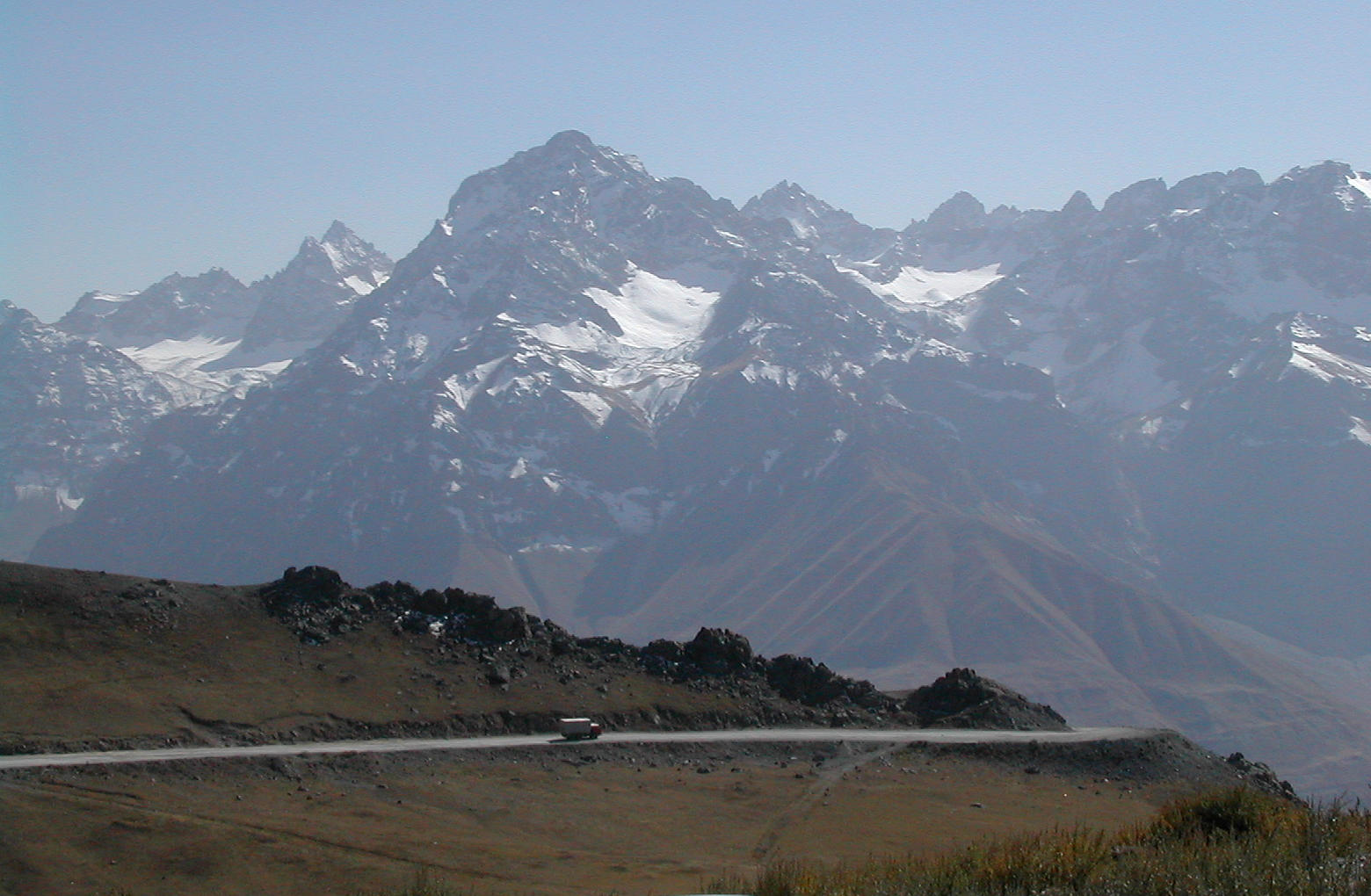
E123 vid Anzobpasset mellan Ajni och Dusjanbe

E123 är en europaväg som går från Ryssland via Kazakstan och Uzbekistan till Tadzjikistan. Den är 2 840 km lång, och går helt i Asien och inte i Europa.

## Sträckning
Tjeljabinsk - (gräns Ryssland-Kazakstan) - Qostanaj - Esil - Derzjavisk - Arqalyq - Zjezkazgam - Qyzylorda - Sjymkent - (gräns Kazakstan-Uzbekistan) - Tasjkent - (gräns Uzbekistan-Tadzjikistan) - Ajni - Dusjanbe - Nizhinij Panj

## Standard
Vägen är landsväg. I Tadzjikistan passeras bergskedjan Pamir med ett bergspass på 3372 m höjd, klart högre än någon väg i Europa.

## Anslutningar till andra europavägar
| - E30 - E016 - E38 - E004 |  | - E006 - E007 - E60 |